# ألبرتو هيريديا سيبالوس
ألبرتو هيريديا سيبالوس (بالإسبانية: Alberto Heredia Ceballos)‏ هو لاعب كرة قدم إسباني، ولد في 2 مارس 1987 في قادس في إسبانيا. لعب مع إشبيلية أتلتيكو وخيتافي ب ونادي بورغوس ونادي كايرات ونادي كونكينسي ونادي كييتي كالسيو الرياضي.

## وصلات خارجية
- ألبرتو هيريديا سيبالوس على موقع قاعدة بيانات كرة القدم.إي يو (الإنجليزية)
- ألبرتو هيريديا سيبالوس على موقع Soccerway.com (الإنجليزية)